# Pays de la Mée
Pour les articles homonymes, voir Mée (homonymie).
Le pays de la Mée est une petite région traditionnelle bretonne, située au centre de la Haute-Bretagne et dans la marche de Bretagne. Elle est une subdivision du Pays nantais, qui correspond approximativement au département de la Loire-Atlantique. Le pays de la Mée est centré autour de la ville de Châteaubriant.
Le pays de la Mée a eu une existence officielle au Moyen Âge, quand il exista en tant que circonscription féodale. Cette circonscription a disparu dès le règne de Louis IX, et la Mée fut perpétuée pendant tout le reste de l'Ancien régime à travers l'archidiaconé de la Mée, district religieux du diocèse de Nantes.
Le pays de la Mée est aujourd'hui assimilé au Pays de Châteaubriant qui fonctionne comme un syndicat mixte. Le nom du pays de la Mée est également perpétré par quelques institutions et événements, comme le Journal de la Mée, le concours « Miss Pays de la Mée », ou encore le festival « Théâtre au Pays de la Mée ».

## Étymologie
La Mée vient du latin media (terra), soit le « terre du milieu » (cf. Pays de Mitau). Le nom de la région apparaît notamment dans Ercé-en-Lamée, commune de l'Ille-et-Vilaine autrefois située en limite nord du pays ; et à l'entrée de l'Anjou, Candé s'est appelée jusqu'au XVIe siècle « Candé-en-la-Mée » ou « Candé-en-Lamée ».
En gallo, le territoire est appelé Payiz de la Mée ; en breton, Bro-Vaez (de bro, « pays », et de maez par mutation), soit « pays du milieu ». Media donne régulièrement Mez en breton, d'où la forme plus fréquente Mez[réf. souhaitée].

## Histoire

Proposition de drapeau moderne du Pays de la Mée (non-officiel).

Le pays de la Mée correspond à une région longtemps isolée et peu peuplée. Jusqu'à la mise en place de la féodalité en France autour de l'an mil, la région est surtout païenne et les rares habitants ont une économie de subsistance. Avec l'établissement des comtés de Rennes, de Nantes et d'Angers, la Mée devient une aire intermédiaire entre les trois. Ce pays fait également partie de la marche de Bretagne, chargée de défendre la Bretagne face au royaume de France.  Sous l'impulsion du comte de Rennes, un château est construit à Châteaubriant au début du XIe siècle, pour servir d'avant-poste rennaisface aux fortifications françaises d'Anjou. La Mée devient aussi à cette époque un espace d'échanges commerciaux. Ainsi, la foire de Béré, qui se tient tous les ans à la sortie de la ville, a été créée en 1049.
La Mée en tant que circonscription féodale remonte peut-être à l'invasion du comté de Nantes par le roi breton Nominoë (Nevenou) au IXe siècle. Celui-ci aurait alors réorganisé le pays nantais après son incorporation à la Bretagne. La circonscription, dotée d'un sénéchal, aurait existé jusqu'au règne de Saint-Louis, lorsque la fusion des comtés de Rennes et Nantes la rendit caduque. Elle fut démembrée entre les comtés de Nantes, de Rennes et d'Angers. Celui de Rennes récupéra les paroisses situées au-delà du Semnon et celui d'Angers, quelques paroisses mitoyennes autour de Candé.
L'archidiaconé de la Mée est mentionné pour la première fois en 1253. Il comprenait les deux diaconés de Châteaubriant et de La Roche-Bernard et s'étendait des estuaires de la Loire et de la Vilaine jusqu'aux sources de l'Erdre. L'archidiaconé de la Mée a disparu avec la Révolution. Avant de devenir un archidiaconné, la Mée semble avoir été un doyenné, attesté à partir de 1175.

## Symboles

Drapeau moderne du pays de la Mée proposé par l'association Hentoù Breizh

En 2016, l'association Hentoù Breizh conçoit un drapeau spécifique pour le Pays de la Mée afin « que les commerçants, les particuliers et les collectivités locales s’approprient ce drapeau pour renforcer l’identité du Pays de la Mée », non sans susciter quelques réactions négatives. 